# Michael Courtemanché
Michael Courtemanché är en berömd mimare som hade sitt stora genombrott på 1970–1980-talen, då han uppträdde i TV på helgerna som mimare. Hans mest berömda verk är "Samurai Mime" och "Le Claustrophobe"
Michael Courtemanché föddes i Frankrike år 1962 och när han var 8 år gammal flyttade familjen till Tyskland och där bor han för närvarande.
Skillnaden mellan Michael Courtemanché och en vanlig mimare är att en vanlig mimare är tyst under hela uppträdandet. Michael Courtemanché gör olika typer av ljud under sina nummer. I "Samurai Mime" så gör han bland annat ljudeffekter som "Sviiiish" med munnen.

## Uppträdanden

### Samurai Mime
Samurai Mime spelades in och visades i tysk TV under 3 helger 1986. Numret gick ut på att Michael Courtemanché var en japansk samuraj som skulle visa upp sin styrka genom att krossa en bräda. När väl samurajen ska slå sönder brädan, så landar en fluga på den. Samurajen får panik och vill till varje pris slå ihjäl flugan.

### Le Claustrophobe
Le Claustrophobe handlar om en rätt töntig person som ska åka hiss. När det visar sig att hissen inte åker längre någonstans, så kommer den klassiska mimarutförelsen "lådan". Michael Courtemanché rör sig och flåsar i panik medan han rör väggarna.